# Ice Queen
Ice Queen – drugi singiel wydany z albumu Mother Earth zespołu Within Temptation. Piosenka stała się wielkim hitem w całej Europie. Jest to jedna z najbardziej rozpoznawalnych piosenek zespołu. Prawie każdy koncert jest zakończony tym utworem.
Tak jak wiele piosenek Within Temptation, tej słowa również są inspirowane Naturą. Wokalistka zespołu wypowiada się tak o utworze "To pieśń o Naturze", gitarzysta zespołu dodaje "Opowiada o zimie".

## Lista utworów
CD single (original)
1. "Ice Queen" (radio version)
2. "Mother Earth"

CD Multi single (original)
1. "Ice Queen" (radio version)
2. "Mother Earth" (Leidse Kade live)
3. "Caged" (Leidse Kade live)
4. "Ice Queen" (Leidse Kade live)
5. "Believer" (Ice Queen Demo)
6. "Caged" (demo version)

CD single (2002 release)
1. "Ice Queen" (radio version)
2. "Caged" (Leidse Kade live)

CD single (2003 release)
1. "Ice Queen" (single edit)
2. "Mother Earth" (Leidse Kade live)
3. "Ice queen" (acoustic at "MXL")

CD Multi single (2003 release)
1. "Ice Queen" (single edit)
2. "World of make believe"
3. "Ice queen" (acoustic at "MXL")
4. "Ice Queen" (Leidse Kade live)
5. "Mother Earth" (Orchestra version)
6. "Mother Earth" (Leidse Kade live)

## Pozycje
| Kraj                   | Najwyższa pozycja |
| ---------------------- | ----------------- |
| Dutch Top 40           | 2                 |
| Belgian Singles Chart  | 3                 |
| German Singles Chart   | 21                |
| Austrian Singles Chart | 53                |